# Iglesia Regina Angelorum
La Iglesia Regina Angelorum (en español: Reina de los Ángeles), conocida anteriormente como Convento Santa Catalina de Siena, Convento de Regina Angelorum o, simplemente, Convento de Regina, es un templo católico de arquitectura gótica isabelina, ubicado en la Ciudad Colonial Santo Domingo, República Dominicana, y pertenece a la arquidiócesis de Santo Domingo. Originalmente, este templo fue propiedad de las monjas de la Orden de los Predicadores, integrándose a su patrimonio hasta 1795.
Actualmente, la iglesia es de la Orden de Malta, que tiene su sede en el lugar.

## Historia
La llegada de los primeros dominicos a la isla Española y a América se produjo en 1510, marcando el inicio de la construcción de la Iglesia y Convento de los Dominicos (Santo Domingo), el primer convento en Las Indias. El primer convento femenino en la ciudad de Santo Domingo fue el de Santa Clara (1552), fundado por la Orden de Santa Clara, rama femenina de los franciscanos.
En 1554, doña María de Arana, adinerada viuda de Diego Solano, hacendado de la isla oriundo de Zorita (Cáceres), que admiraba a los frailes de la Orden de Predicadores –en la que había profesado uno de sus hijos en la España peninsular– se vio envuelta en un trágico episodio familiar. Su otro hijo, Lorenzo Solano, era un galán que, estando casado, mantenía relaciones con Luisa de Nebreda, esposa de Cristóbal de Tapía. Este último, al descubrirlos en el lecho, les dio muerte y se vio obligado a ocultarse. La afligida madre anhelaba partir hacia España para contar con el consuelo de su hijo dominico.
Según relata Cipriano de Utrera, O. F. M., dicho estado emocional fue hábilmente aprovechado por los dominicos para obtener de ella los recursos necesarios para fundar el monasterio de religiosas de su orden. Algunas personalidades, que en un inicio se oponían al proyecto, terminaron por respaldar la fundación del convento, contribuyendo a que María de Arana de Solano partiera hacia España, «porque así se aseguraba mejor la ocultación del homicida, a quien, por parentesco o amistad, trataban de salvar». Aconsejada espiritualmente, María de Arana «puso el sello a su donación con el perdón cristiano» y se marchó.
En 1556, pobladores prominentes de Santo Domingo —entre ellos el caballero hidalgo Diego de Guzmán, el contador Álvaro Caballero Serrano y Cristóbal Colón y Toledo, hijo de Diego Colón y nieto de Cristóbal Colón— solicitaron al rey de España la licencia para fundar en la capital un convento de monjas de la Orden de los Predicadores. En dicha solicitud se indicó que la población contaba con numerosas jóvenes y viudas, lo que hacía necesaria la existencia de un convento destinado a ellas. Ese mismo año, Alonso de Villasirga, escribano del cabildo de la ciudad, respaldó la iniciativa de fundar el convento de las monjas dominicas. La petición de los capitaleños respondía a la necesidad de disponer de espacios para mujeres, ya que muchas familias tenían hijas y la isla albergaba un gran número de viudas.
La función principal de la mujer se entendía tradicionalmente en el ámbito doméstico, como madre y ama de casa, en un contexto ajeno a ideologías modernas de igualitarismo y emancipación de la mujer. Los conventos femeninos no solo ofrecían resguardo, sino también la oportunidad de alejarse de la vida mundana. En ellos, las monjas recibían formación espiritual e intelectual, aprendiendo a leer, escribir y a desarrollar diversas artes, además de realizar labores como el bordado y la cocina. Asimismo, los conventos preparaban a las mujeres para la vida matrimonial: las hijas de familias adineradas eran ingresadas dotadas con una dote —que en ocasiones incluía la entrega de una esclava— y, una vez acordado el matrimonio, las jóvenes novicias abandonaban el convento para contraerlo; las viudas, por su parte, ingresaban con una dote para retirarse del mundo hasta su fallecimiento, pues vivir solas resultaba complicado.

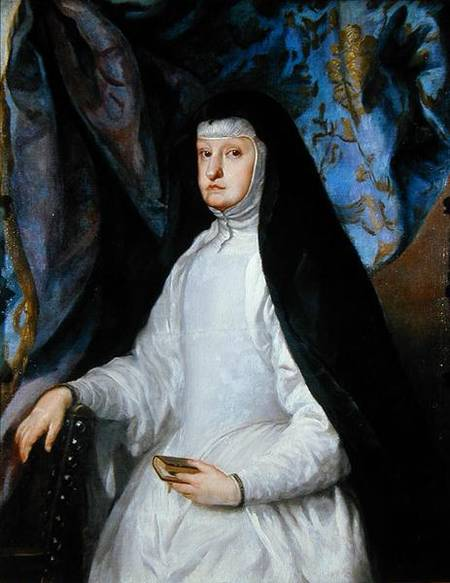
Mariana de Austria, viuda de Felipe IV de España, ataviada con la indumentaria de monja dominica, por Claudio Coello, c. 1685-1693.

El permiso para fundar el convento fue concedido en 1557, y en diciembre de 1560 llegaron las primeras monjas. El Convento de Santa Catalina de Siena, fundado por monjas de la Orden de Dominica, fue el segundo convento de clausura femenino en la isla. La iglesia fue dedicada a la advocación mariana de Nuestra Señora la Reina de los Ángeles, aunque era conocida bajo el nombre latino Regina Angelorum, y comúnmente se le denominaba «Convento de Regina».
La instalación de las monjas fue posible gracias a Arana, quien donó una dote que incluía casas aptas para el establecimiento del monasterio. Arana ingresó en la Orden Dominicana y pasó allí sus últimos años. En señal de agradecimiento, las monjas destinaron la capilla mayor de la iglesia como lugar de sepultura para ella y sus descendientes.

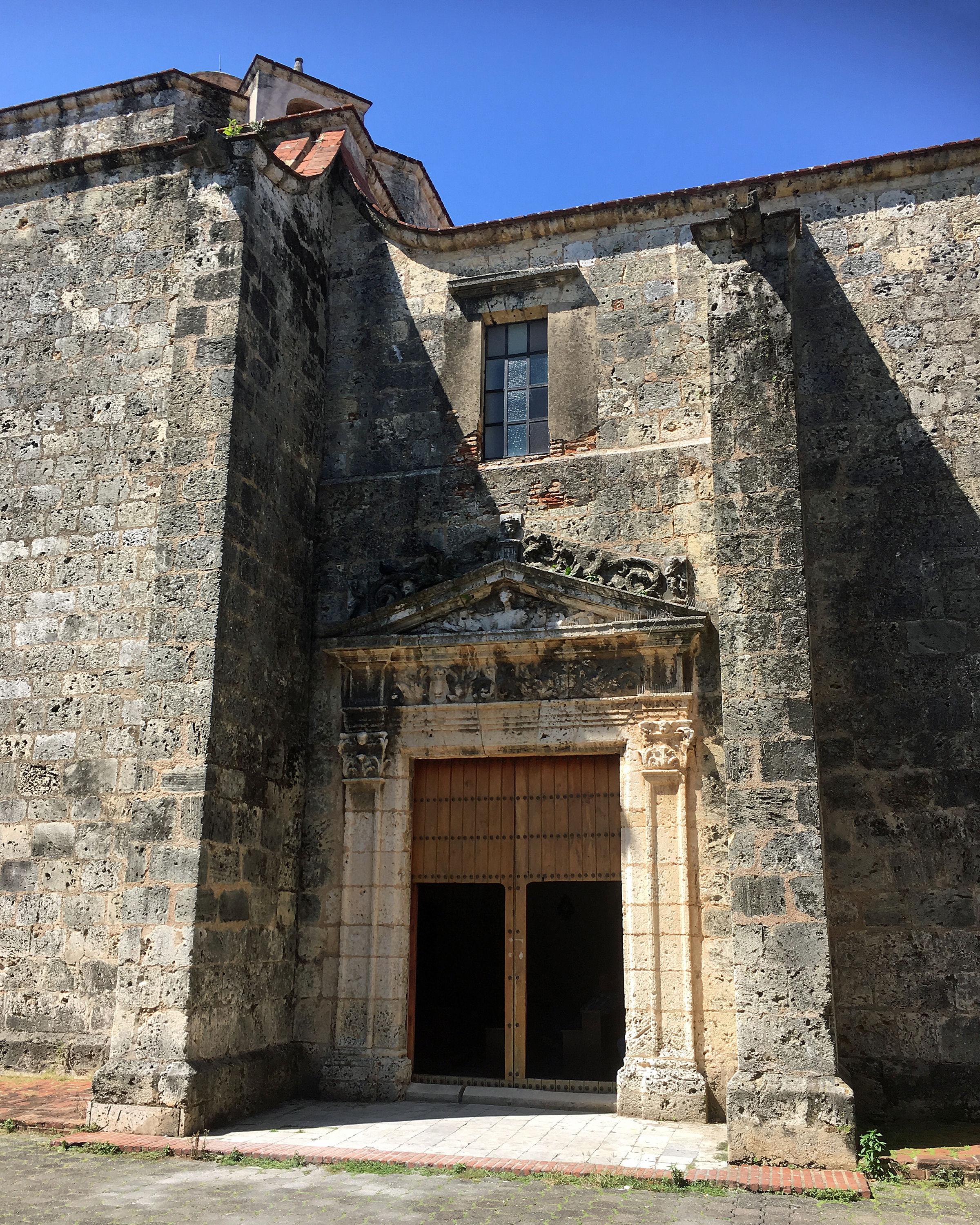
Una de las entradas de la Iglesia.

El sustento del convento dependía de las dotes aportadas por cada novicia. Por ejemplo, la dote de Arana consistió en propiedades en Santo Domingo, una estancia con seis esclavos, y ganado en la ribera del río Soco. El viaje de las monjas se financió con limosnas de familias distinguidas de Santo Domingo. En 1567 comenzaron a construir una iglesia para reemplazar la casa original ofrecida como dote; sin embargo, la falta de recursos ralentizó las obras, que se reanudaron en 1569 y se detuvieron nuevamente por la precariedad económica de la comunidad religiosa. En 1573, el rey Felipe II de España envió 1,000 ducados para continuar los trabajos.

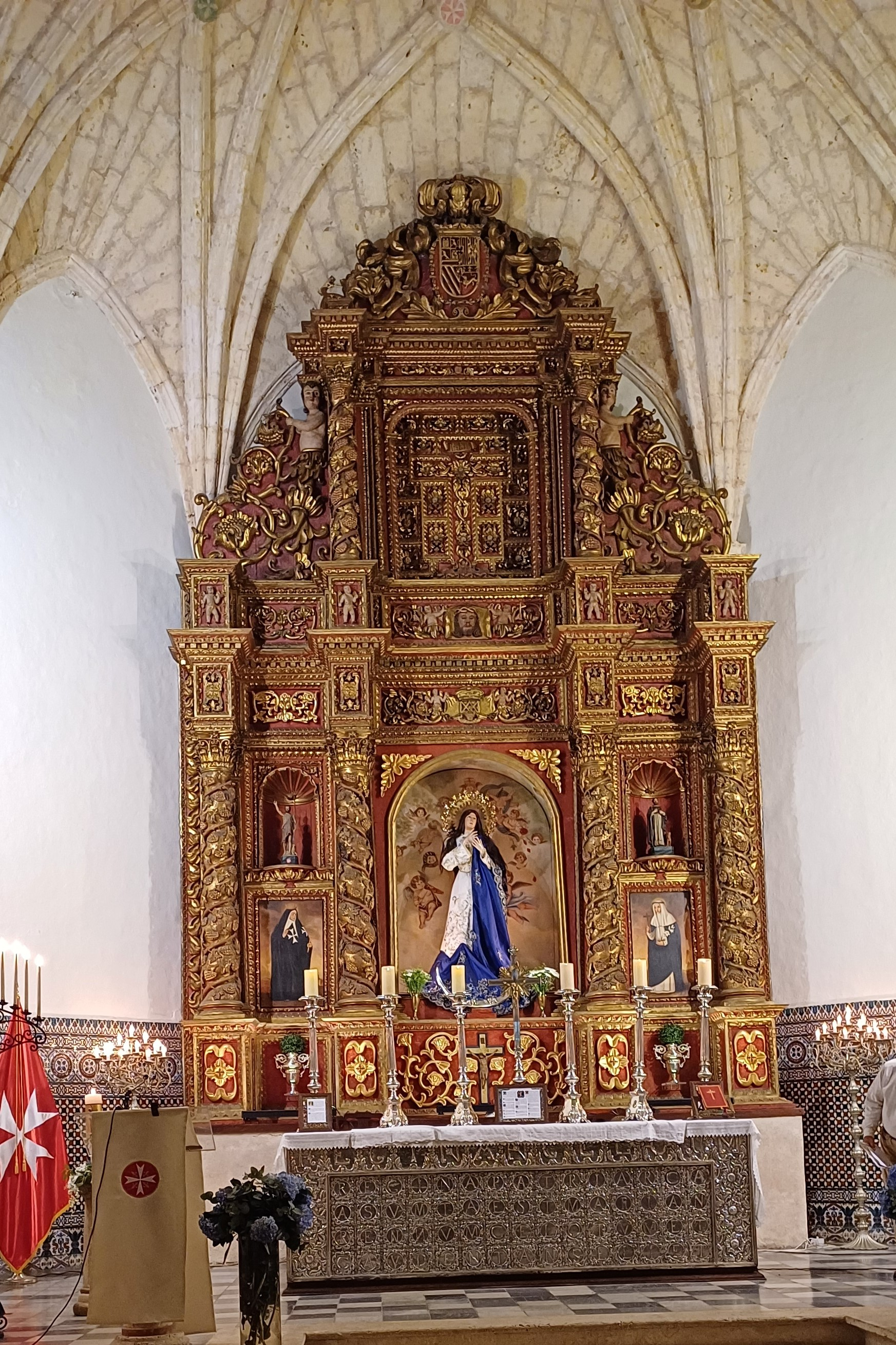
Presbiterio y retablo del templo.

Fray Agustín de Campusano, O. P., prior del convento de la isla de Puerto Rico y superior de la provincia de Santa Cruz de Las Indias de la Orden de Santo Domingo, obtuvo licencia para trasladar seis monjas desde Andalucía con el propósito de fundar el monasterio. Aunque no todas lograron arribar a su destino, en 1572 el convento ya se componía de 23 religiosas, entre ellas varias viudas e hijas de españoles asentadas en Indias. Destacó, sin duda, sor Leonor de Ovando, O. P., oriunda de Santo Domingo y primera poetisa del Nuevo Mundo, quien ejerció el encargo de priora. Describió Leonor de Ovando la penuria económica del convento en los siguientes términos: «no tiene renta ya, a causa de haberse gastado las dotes de las monjas; no se sustenta ya sino de limosna». En 1584, la comunidad monástica había crecido a 36 religiosas, acompañadas de sus sirvientas y criadas.
Durante la toma de Santo Domingo (1586) por el corsario inglés Francis Drake, las monjas abandonaron la clausura conventual y huyeron al interior de la isla. Los ingleses invasores saquearon y redujeron a escombros el convento, apropiándose de los ornamentos litúrgicos y las pertenencias de las religiosas. Al retornar, estas se hallaron sin cobijo, obligadas a depender de la caridad de sus vecinos, y, mediante limosnas, se empeñaron en efectuar una reparación parcial del edificio, pese a que las condiciones permanecían precarias.
En 1599, los muros de la iglesia seguían inconclusos; al año siguiente, la Real Audiencia de Santo Domingo gestionó ante Felipe III un auxilio de 1.500 ducados para proseguir las obras, ayuda que, si bien fue concedida, resultó insuficiente para solventar la totalidad de los gastos.
El 13 de octubre de 1606, el visitador de la Orden, fray Tomás de Blánez, O. P., notificó al rey sobre el deplorable estado del monasterio, que en ese entonces albergaba a 80 monjas sumidas en una profunda pobreza. Indicó la imperiosa necesidad de saldar deudas para proveer a las religiosas de vestimenta, calzado y alimentación. Asimismo, criticó la incesante entrada y salida diaria de mulatas y esclavas negras, hecho que quebrantaba la clausura monástica y generaba consecuencias tales como el embarazo y el parto de algunas de las criadas que habitaban en el interior del convento, gracias a ese indeseable contacto con el mundo secular.
Aunque el templo fue concluido en 1650, posteriormente la estructura encaró nuevos problemas.La nueva construcción y reparación del convento se prolongaron medio siglo, viéndose reiteradamente interrumpidas por desastres naturales—entre los que destacan los terremotos de 1673 y 1684, así como el huracán de 1713. No fue sino hasta 1722 que se concluyó la edificación de la iglesia, cuyo financiamiento dependió en gran medida de las dotes de las novicias y de las limosnas remitidas desde México. Empero, incluso en 1748 se seguían reclamando fondos pendientes al virrey de Nueva España para terminar de completar las obras.

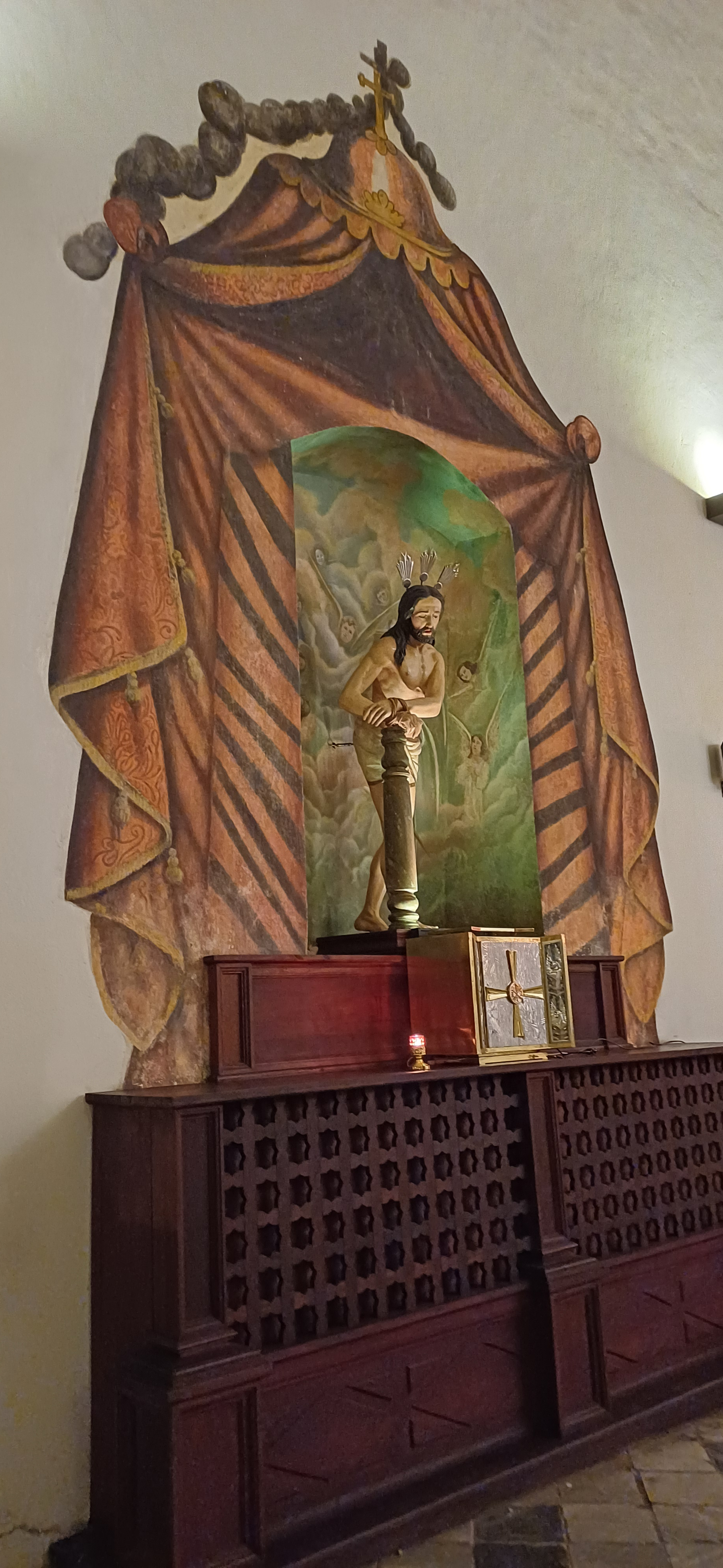
Cristo en la Columna y el sagrario.

Durante ese periodo, se instalaron en el templo las cofradías de Nuestra Señora de los Dolores y Santa Lucía. Temporalmente, también se ubicó la cofradía de Cristo en la Columna, que provenía de la Catedral Primada de Indias. Sin embargo, un desacuerdo con el arzobispo de Santo Domingo motivó su traslado a Regina Angelorum. Aunque la cofradía regresó posteriormente a la Catedral Primada, algunos de sus miembros permanecieron en Regina.
Tras la firma del Tratado de Basilea (22 de julio de 1795), las monjas dominicas fueron forzadas a abandonar el convento y emigrar a la capitanía general de Cuba, dejando la iglesia en estado de abandono. Los conventos de Regina Angelorum y Santa Clara, convertidos en cuarteles y hospitales durante la Era de Francia, fueron restaurados bajo el absolutismo de Fernando VII, cuando las religiosas regresaron de la isla de Cuba tras veinte años de exilio en la isla, dos meses antes del inicio del Trienio Liberal en la capitanía general de Santo Domingo. Sin embargo, en lugar de volver las dominicas, fueron 13 religiosas mercedarias quienes retornaron a la isla.
Durante la ocupación haitiana de Santo Domingo en 1822, las tropas haitianas tomaron posesión del templo, utilizándolo con fines militares. César Nicolás Penson (1855-1901) relata en El Santo y la Colmena, dentro de su obra Cosas añejas (1891), una anécdota ocurrida en Regina Angelorum durante ese período.

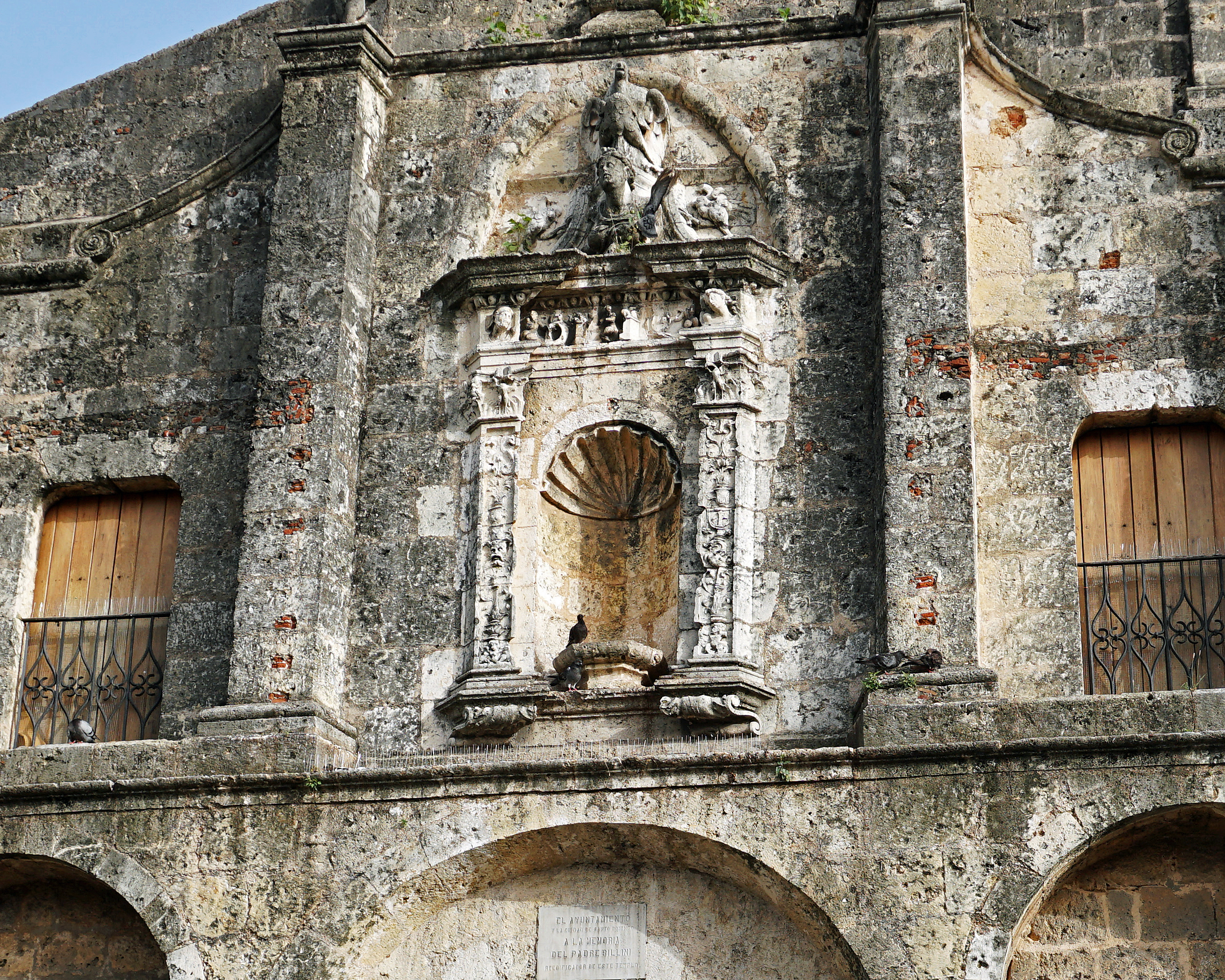
Parte superior de la fachada principal de Regina Angelorum, de donde cayó la imagen del santo.

Según la tradición oral recogida por Penson, los soldados haitianos, instalados en el templo, comenzaron a percibir un zumbido constante, el cual, al ser investigado, se descubrió que provenía de un panal oculto tras una efigie de un santo en la fachada del templo. Atraídos por la miel, improvisaron una escalera para alcanzar la colmena. En el momento en que uno de los soldados tocó la estatua, los ojos de piedra del santo emitieron chispas y la imagen se precipitó sobre el intruso, aplastándolo y ocasionándole la muerte.
El suceso atrajo a numerosos curiosos, quienes interpretaron lo ocurrido como un castigo divino. Las mujeres decían: «¿Lo ve Ud.?, ¡castigo de Dios! ¡Jesús, Ave María Purísima! Profanar esos bárbaros las iglesias y después poner la mano en los santos!». Una de ellas añadió: «¡Buenísimo!», considerando que el desenlace era merecido. Los hombres, por su parte, afirmaban que Dios no podía permitir que se profanara la efigie de un santo sin consecuencias. El episodio fue visto como un presagio del fin de la ocupación haitiana, sugiriendo que, al igual que el soldado y la estatua, el régimen estaba destinado al colapso.
En 1824, el presidente haitiano Jean-Pierre Boyer promulgó una ley que expropió las propiedades eclesiásticas y suprimió las órdenes religiosas. En la isla quedaron únicamente algunas monjas ancianas en los conventos de Santa Clara de las clarisas y Regina Angelorum de la Orden de la Merced. Privadas de ingresos estables, subsistieron con estipendios miserables y la caridad de fieles que evitaron su inanición.
El 6 de agosto de 1826, en la Iglesia Regina Angelorum, el arzobispo de Santo Domingo, Pedro Valera y Jiménez, confirió la ordenación sacerdotal a los diáconos José Glas Adames, José Eugenio Espinosa y Cayetano Acuña Rivas.
En 1842, el sacerdote peruano Gaspar Hernández Morales, M.I., comenzó a impartir clases diarias de filosofía en la sacristía de dicha iglesia. Entre sus discípulos se encontraban los jóvenes trinitarios Juan Pablo Duarte, Francisco del Rosario Sánchez, Juan Isidro Pérez y Pedro Alejandro Pina. Inicialmente, las clases se impartían en una casa adyacente al ábside de la Iglesia de San Carlos, donde el padre Gaspar Hernández era párroco. Tras su traslado al sagrario de la Catedral de Santo Domingo, las lecciones continuaron en una sala contigua a la sacristía de Regina Angelorum. Estos encuentros, que comenzaron como un espacio académico, adquirieron rápidamente un carácter de «junta revolucionaria». En el contexto de la ocupación haitiana y la escasez de instituciones educativas en Santo Domingo, el religioso Gaspar Hernández se convirtió en uno de los pocos educadores disponibles de la isla. El 12 de julio de 1843, el presidente haitiano Charles Rivière-Hérard entró en Santo Domingo, y al día siguiente se celebró un Te Deum en Regina Angelorum.
Tras la independencia dominicana, el templo mantuvo su función religiosa. En 1848, con la elección de Tomás de Portes e Infante como arzobispo de Santo Domingo, el presidente Pedro Santana asumió el Patronato y otorgó compensaciones económicas al clero, asignando sueldos al arzobispo, a los miembros del cabildo catedralicio y a la única monja sobreviviente del convento de Regina Angelorum. Asimismo, creó el Seminario Conciliar Santo Tomás de Aquino, comprometiéndose a dotarlo anualmente con 12,000 pesos. En mayo de 1854, el padre Gabriel Moreno del Christo celebró su primera misa en la Iglesia Regina Angelorum. En 1858, Francisco Javier Billini asumió la administración del templo, que se hallaba en estado ruinoso. Durante la anexión a España, el exconvento fue empleado como cuartel, alojando a unos 600 soldados españoles.

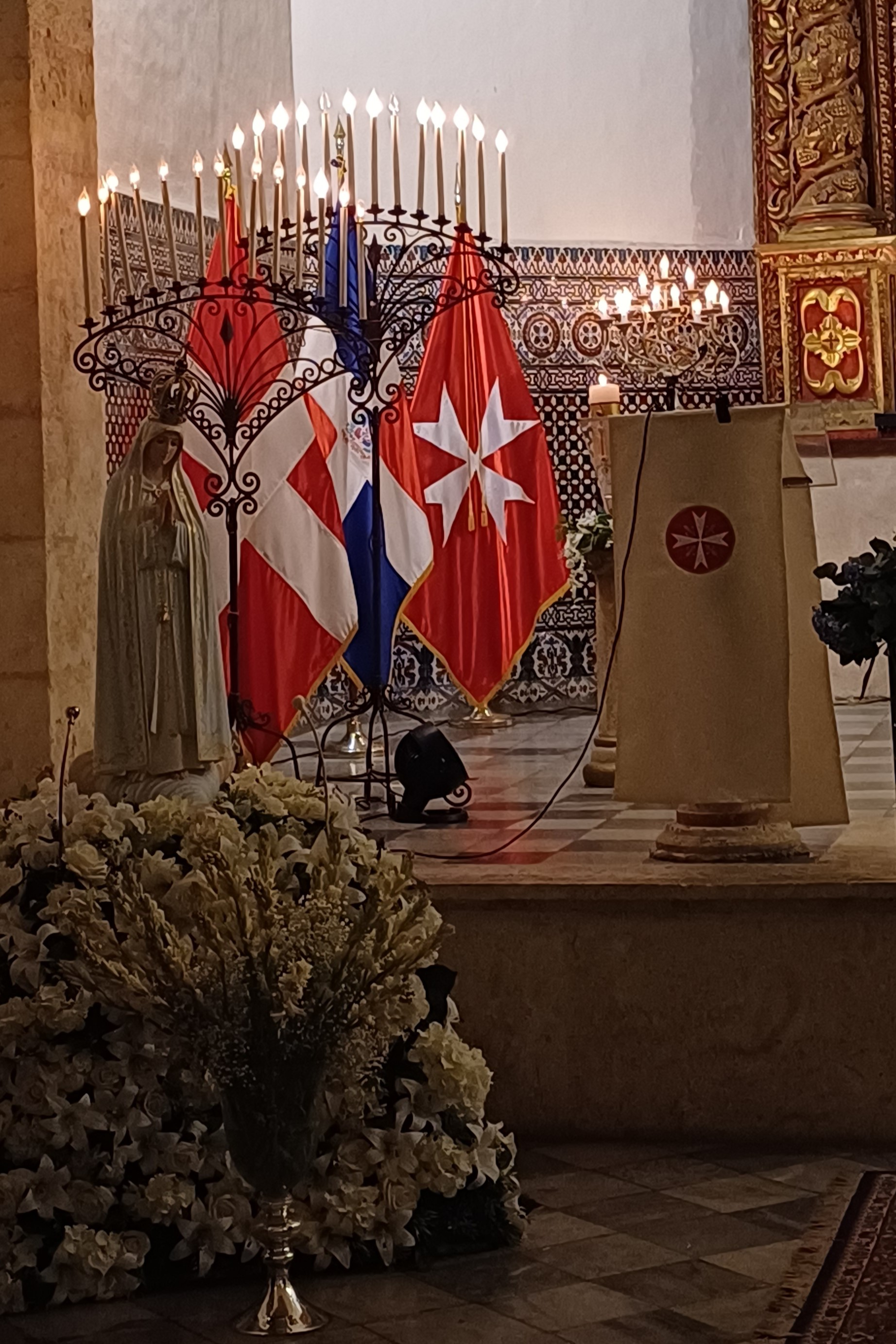
Banderas de la Orden de Malta y de la República Dominicana dentro del templo, cerca del ambón y tenebrarios.

El 9 de junio de 1861, Francisco Billini celebró su primera misa en Regina Angelorum y, años después, asumió como párroco del templo. En 1866, con autorización del presidente José María Cabral, fundó el Colegio San Luis Gonzaga en el antiguo convento, inaugurando su funcionamiento en 1868 tras la adecuación del recinto.
En 1877, el presbítero Billini afirmó haber hallado la tumba de Cristóbal Colón en la Catedral de la Anunciación, pese a que se supone que los restos del navegante habían sido trasladados a Cuba en 1795 y luego a la Catedral de Sevilla tras la guerra hispano-estadounidense. Temporalmente, los presuntos restos de Colón fueron depositados en Regina Angelorum. En enero de 1879, los restos de Santana fueron exhumados de la Fortaleza Ozama y trasladados a este templo bajo la custodia del canónigo Billini. En 1890, por orden del arzobispo Fernando Arturo de Meriño, fueron llevados a la torre del campanario de la Catedral, dejando en su lugar al recién fallecido padre Billini.

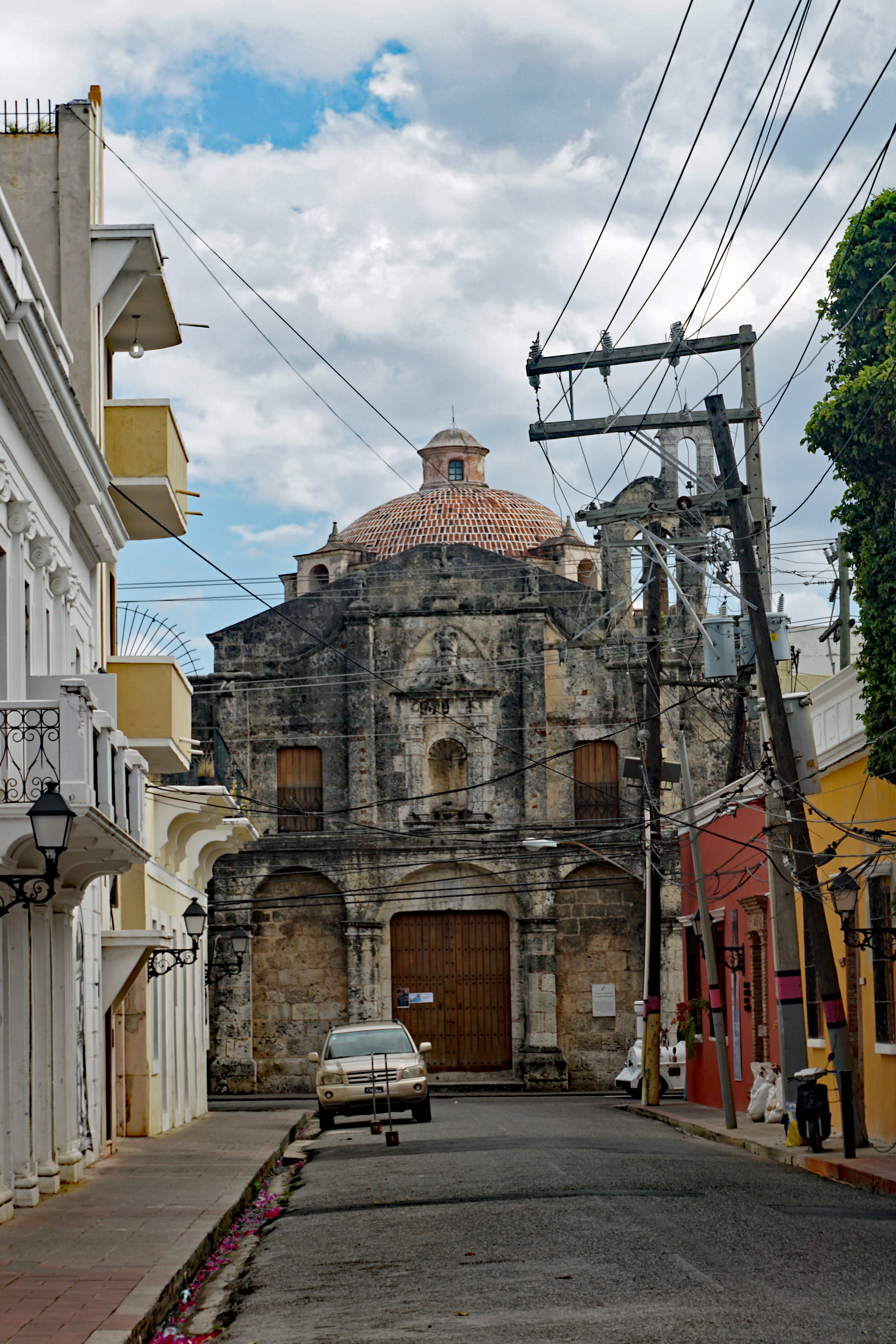
Panorámica de la fachada principal de la Iglesia Regina Angelorum.

En agosto de 1887, Fernando Arturo de Meriño aprobó los estatutos de la asociación de laicas "Hijas de María". La organización se estableció en Regina Angelorum bajo la dirección de Billini y, simultáneamente, en la parroquia Nuestra Señora de Regla en Baní, bajo el canónigo José María Meriño. La agrupación se expandió por el país y perdura hasta el presente.
Durante el siglo xix se llegaba a observar en diversas esquinas de Santo Domingo cruces de mampostería que se erigían sobre pilastras; entre ellas, estaba la denominada Cruz de Regina, situada en las proximidades de la iglesia. Las cruces estaban profundamente vinculadas a la devoción popular y durante el Mes de María se convertían en el epicentro de celebraciones religiosas, en las que se entonaban cánticos, se realizaban danzas y se practicaban actos de piedad.
En una de estas festividades, una disputa entre asistentes derivó en un violento enfrentamiento, lo que llevó a un regidor del Ayuntamiento a proponer la eliminación de las cruces, argumentando que obstruían el tránsito y favorecían la generación de disturbios. En respuesta, el arzobispo de Santo Domingo defendió su permanencia, señalando que durante siglos no habían ocasionado conflictos. Asimismo, lamentó que, en un contexto de creciente secularización, se contemplara su supresión, ya que esto podría incentivar la irreligión y la corrupción moral.

La situación se mantuvo así hasta que, en 1904, durante una sesión del Ayuntamiento, otro regidor propuso la demolición de las cruces existentes en varias calles de la ciudad. Aunque la mayoría de los votos se inclinó por preservar estos símbolos, el avance demográfico en la ciudad hizo que los políticos se decidieran de una vez por todas por la eliminación de aquellas cruces en la vía pública. Así, poco a poco, la piqueta demoledora comenzó a derribar uno tras otro los signos de la fe cristiana. El 24 de julio de 1908, el Ayuntamiento adoptó la decisión de demoler la Cruz de Regina, ordenándose que el símbolo se tratase con respeto y se depositase en el templo Regina Angelorum, decisión que fue comunicada al arzobispo Adolfo Alejandro Nouel.

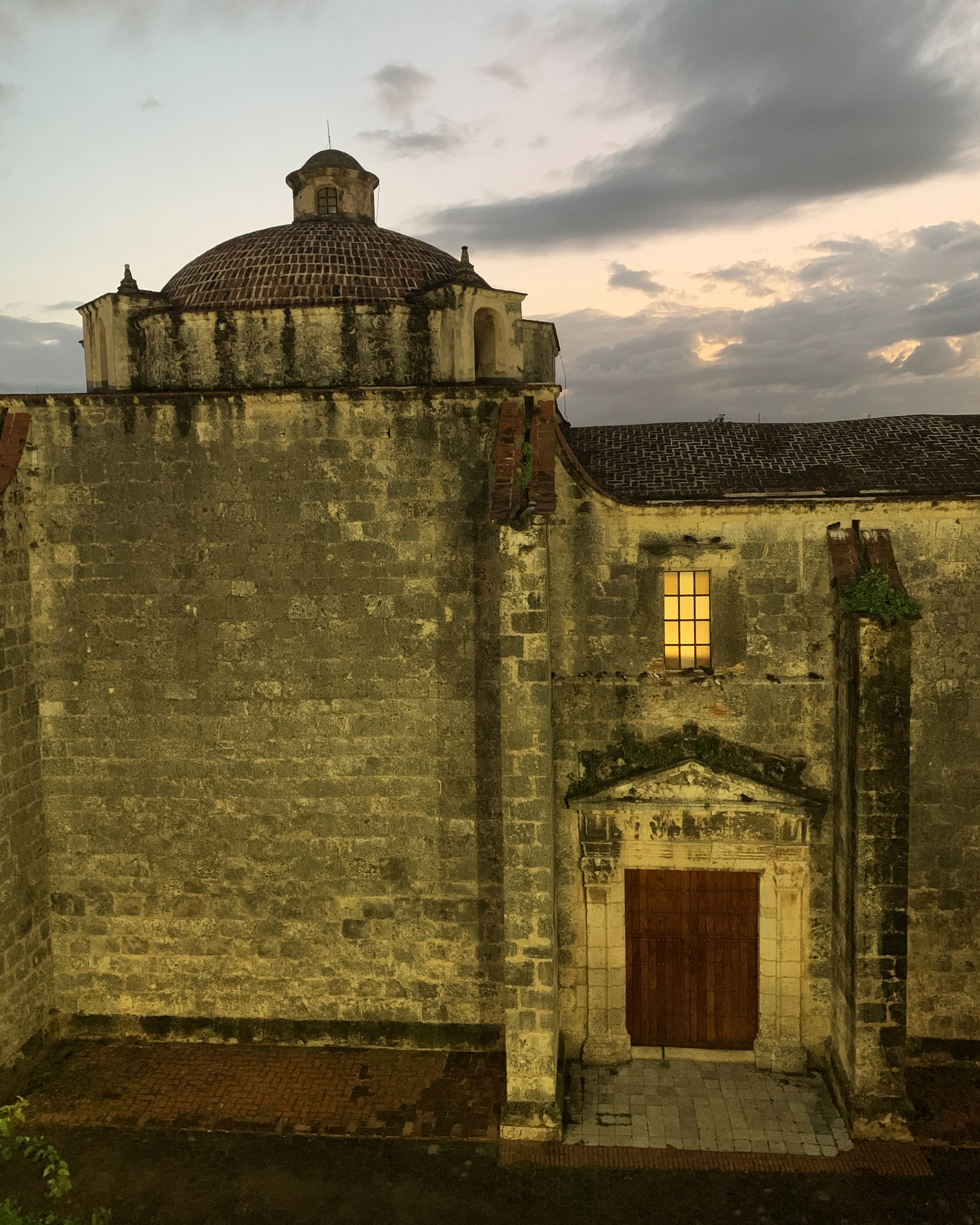
La Iglesia en el anochecer.

En 1916 arribaron al país nuevas monjas mercedarias. Ese mismo año, en julio de 1916, se fundó en la Iglesia Regina Angelorum el primer noviciado de las Hermanas de la Caridad de Nuestra Señora de las Mercedes fuera de España.
El 6 de mayo de 1917, Josefa Antonia Nouel—hermana mayor de Adolfo Alejandro Nouel—ingresó en el noviciado de Regina Angelorum de la orden religiosa, adoptando el nombre de sor Clemencia de San José, M.C.

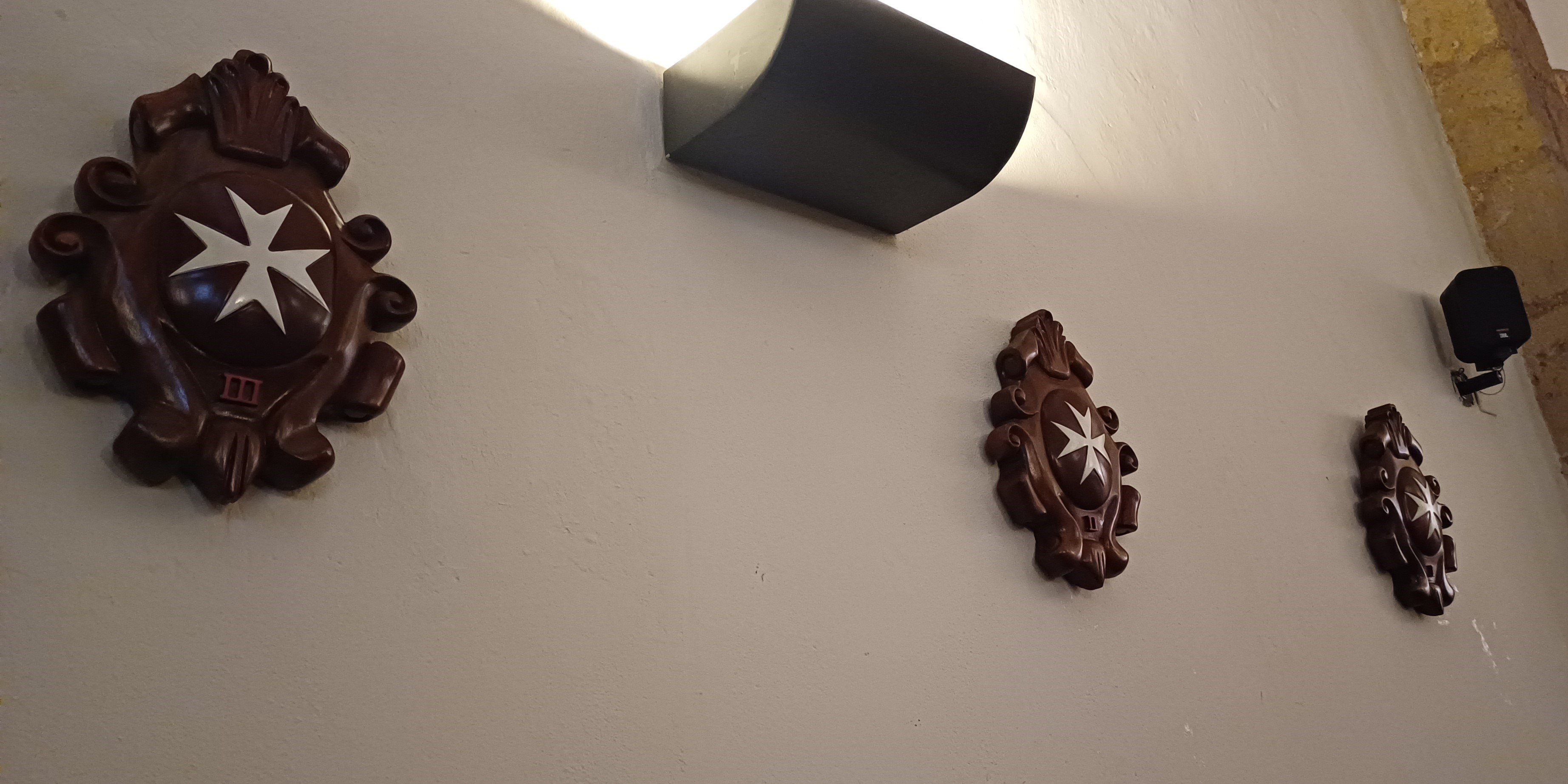
Cruces de Malta en la Iglesia.

En 1919, el gobernador militar estadounidense Thomas Snowden concedió el templo Regina Angelorum a las Hermanas de la Caridad Mercedaria, quienes establecieron un colegio para niñas. Posteriormente, el 3 de marzo de 1922, Nouel entregó oficialmente la iglesia y sus anexos a las religiosas. En diciembre de 1925 el convento sufrió un incendio, pero el templo no lo padeció.
Durante la década de 1940, el convento fue demolido para dar paso a la construcción del Instituto Salomé Ureña; sin embargo, se conservó una pequeña porción del terreno junto al templo, donde las monjas mercedarias continuaron desarrollando su labor.
El 19 de julio de 1971, el noviciado San José fue trasladado de Santo Domingo a Lima, Perú. Luego, el 30 de junio de 1975, se creó la viceprovincia "Padre Zegrí" (inicialmente llamada San Martín de Porres) con sede en Lima, lo que implicó la separación de Perú de la Provincia San José.
El 1 de diciembre de 1975, el noviciado San José regresó a la Iglesia Regina Angelorum en Santo Domingo y, en noviembre de 1976, se trasladó a una nueva casa-noviciado en Santiago. Al final del siglo xx, el templo pasó a ser sede de la Orden de Malta, desplazando a las monjas mercedarias.

## Estructura

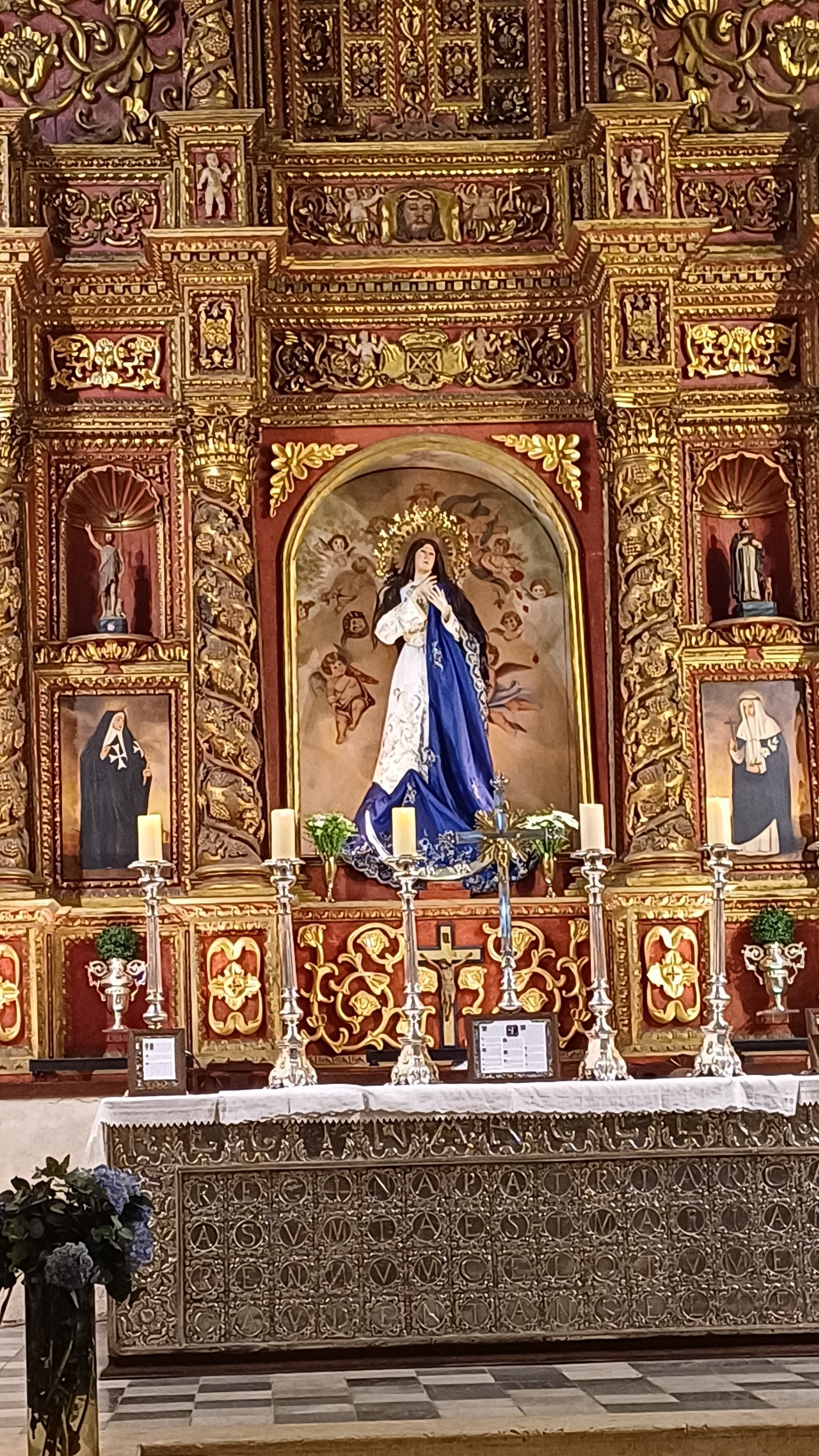
Retablo y altar de la Iglesia Regina Angelorum.

La Iglesia Regina Angelorum, uno de los templos más bellos y mejor conservados del antiguo Santo Domingo español, exhibe una fachada principal de dos cuerpos. El inferior, de estilo renacentista, se distingue por su sobriedad, mientras que el superior combina elementos platerescos y barrocos. El templo dispone de dos fachadas: la principal, orientada al norte, y una lateral, orientada al este. La fachada principal se divide en dos cuerpos horizontales separados por una cornisa lisa. En el nivel inferior, tres arcos de medio punto conforman el acceso: el central, más amplio, constituye la puerta principal, mientras que los dos laterales, más pequeños, se hallan cegados. En la cúpula, se distinguen cuatro pinturas que representan a los evangelistas Mateo, Marcos, Lucas y Juan.

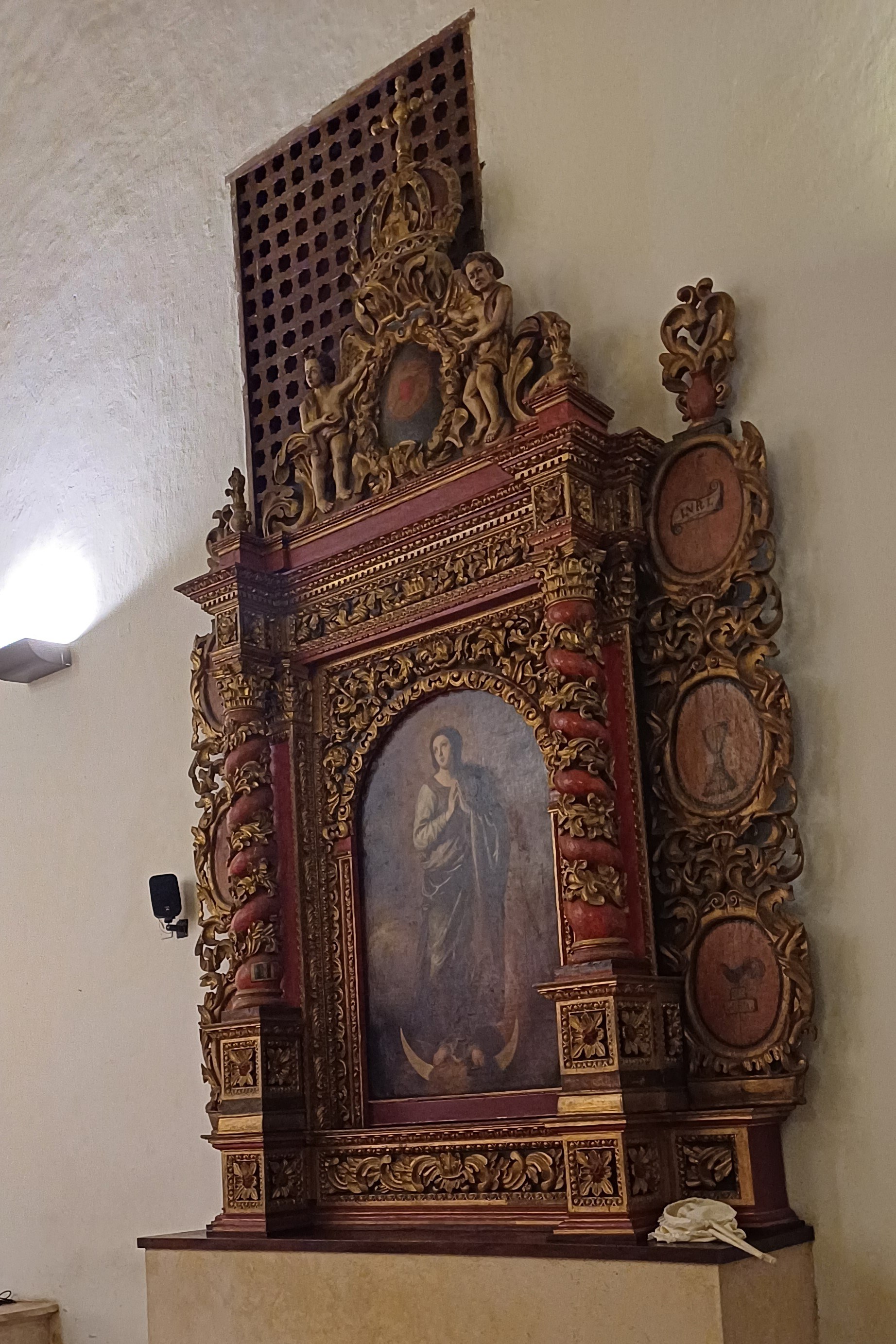
Retablo con pintura de la Inmaculada Concepción.

En el segundo cuerpo, sobre la puerta principal, se ubica un nicho vacío enmarcado por pequeñas pilastras que sostienen un frontón circular, en cuyo interior se conserva una talla femenina. A ambos lados del nicho se sitúan dos puertas, y en su entorno, así como en la parte inferior, se conservan vestigios del ajimez, balcón saliente que, en su momento, estuvo cerrado mediante celosías de madera. Dicho elemento, característico de los conventos de clausura, permitía a las monjas observar el exterior sin ser vistas.
En el interior del templo, un retablo principal representa a la Virgen Reina de los Ángeles, rodeada de ángeles y acompañada por la santa dominica Catalina de Siena, una santa melitense, san Juan el Bautista y santo Domingo de Guzmán, fundador de la Orden Dominica. En la parte superior se exhibe el escudo de armas de Felipe II y, más arriba, en la bóveda, se halla la Cruz de Malta, la cual se encontraba en el templo antes de la llegada de la orden. Frente al altar, se observa una imagen de la Inmaculada Concepción, quien se presenta sobre una media luna. Dicho altar exhibe símbolos de la Pasión de Cristo: el gallo de la traición de san Pedro, la corona de espinas, el cáliz, la lanza que atravesó el corazón y el letrero que identificó al Crucificado como Rey de los judíos, INRI. Frente a la Inmaculada, se sitúa una talla de su Hijo atado a la columna, que representa el momento de la flagelación, imagen que se encuentra en un nicho rodeado de ángeles. Sobre el retablo se alza la Santa Faz de la Verónica. Un coro alto, sostenido por madera tallada, se ubica sobre el altar, y aún se conservan las celosías, pequeñas ventanas a través de las cuales las monjas participaban en la oración, apartadas del bullicio exterior.